# Bundschuh-Bewegung
Bundschuh-Bewegung wurden die aufständischen Bauern in den Jahren 1493 bis 1517 in Südwestdeutschland genannt. Sie war eine der Wurzeln des deutschen Bauernkrieges von 1524 bis 1526. Die Bundschuh-Bewegung war keine Bewegung im eigentlichen Sinn, vielmehr handelte es sich um eine Anzahl von Aufständen gegen die Unterdrückung und Leibeigenschaft in Schlettstadt, Untergrombach, Lehen im Breisgau und am Oberrhein. Alle wurden niedergeschlagen. Die Aufstände in Untergrombach, Lehen und am Oberrhein wurden von Joß Fritz angeführt.

## Bundschuh

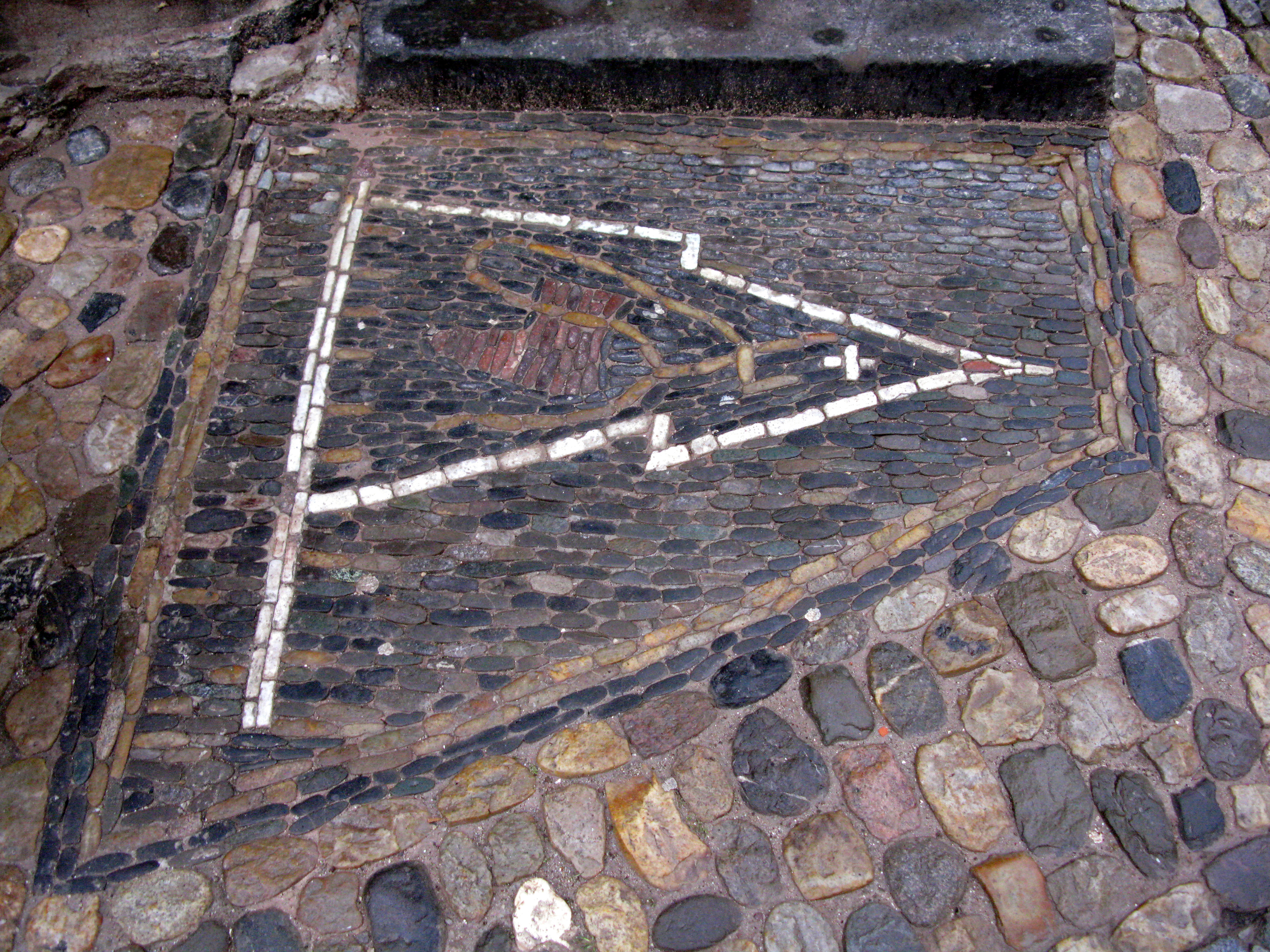
Pflastermosaik in Freiburg vor der Zinnfigurenklause mit Fahne mit Bundschuh. Dioramen von den Bauernkriegen sind in der Zinnfigurenklause zu sehen.

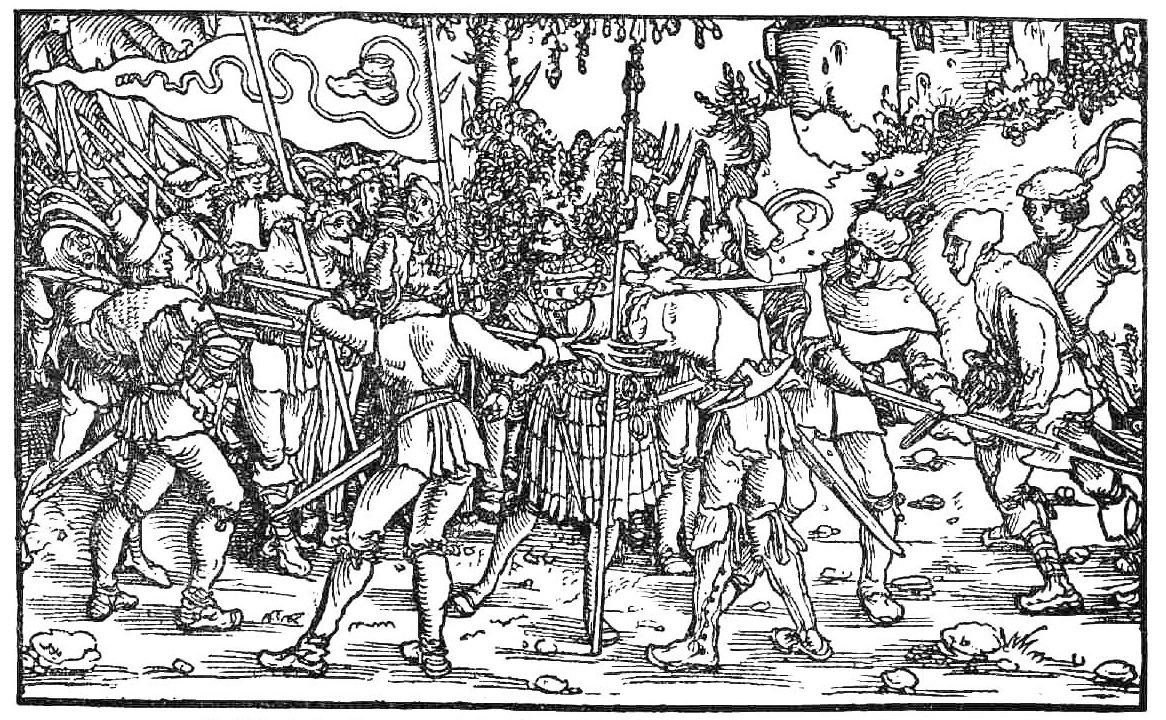
Aufständische Bauern mit Bundschuhfahne umzingeln einen Ritter. Holzschnitt des sog. Petrarca-Meisters aus dem Trostspiegel, 1539.

Als Feldzeichen führten die Bauern den Bundschuh, einen damals bereits antiquierten Gelände-Schuh zum Schnüren. Als Metapher stand der Bundschuh zu Beginn des 16. Jahrhunderts symbolisch für Aufruhr und eine Welt, die Kopf stand. Die Deutung als Kontrast zu den gespornten Ritterstiefeln ist zeitgenössisch nicht belegt.

## Historischer Abriss

### Niklashausen im Taubertal
Im Vorfeld der Bundschuh-Bewegung gelang es im Frühjahr 1476 Hans Böhm in Niklashausen mit den in seinen Predigten geäußerten Forderungen mehr als 40.000 Bauern um sich zu scharen. Er wurde am 13. Juli 1476 in Niklashausen gefangen genommen, nach Würzburg gebracht und dort am 19. Juli 1476 wegen Ketzerei auf dem Scheiterhaufen verbrannt.

### Schlettstadt
Dieses Beispiel vor Augen, wählten im Jahre 1493 110 Verschwörer den Bundschuh als ihr Symbol, als sie in Schlettstadt im Elsass gegen das ungerechte und undurchsichtige Rechtssystem, hohe Steuern und die dadurch entstandene Verschuldung aufzubegehren planten. Ziele waren die Plünderung und Vertreibung von Juden, Einführung eines Jubeljahres, mit dem alle Schulden verjähren sollten, Aufhebung des Zolls, Ungelds und anderer Lasten, Abschaffung des geistlichen und rottweilschen (Reichs-)Gerichts, Steuerbewilligungsrecht, Beschränkung der Pfarrer auf je eine Pfründe von 50–60 Gulden, Abschaffung der Ohrenbeichte und eigene, selbstgewählte Gerichte für jede Gemeinde. Der Plan der Verschwörer war, sobald man stark genug sei, das feste Schlettstadt zu überrumpeln, die Klöster- und Stadtkassen zu konfiszieren und von hier aus den Aufstand ins ganze Elsass weiterzutragen.
Angeführt wurde der Aufstand von Johann Ullmann, einem ehemaligen Bürgermeister Schlettstadts, von Jakob Hanser, dem Schultheiß von Blienschweiler, und von Nicolaus Ziegler. Der Aufstand wurde rasch niedergeschlagen. 40 der Verschwörer wurden hart bestraft, darunter auch die Anführer. Johann Ullmann wurde in Basel gevierteilt und Nicolaus Ziegler in Schlettstadt hingerichtet.

### Untergrombach
Nach dem Hunger- und Pestjahr 1501 kam es 1502 unter der Führung von Joß Fritz zu einer Bundschuh-Verschwörung in Bruchsal und Untergrombach im Bistum Speyer. Sie forderten die Abschaffung der Leibeigenschaft, die Verteilung der Kirchengüter an das Volk und keinen Herrn außer dem Kaiser und dem Papst. Nach einem halben Jahr des Werbens waren 7.000 Männer und 400 Frauen im Bundschuh. Bevor die Bundschuh-Verschwörung aktiv werden konnte, wurde sie aber an den Bischof von Speyer verraten. Joß Fritz konnte entkommen, 110 Mitglieder wurden gefasst, auch hier wurden viele empfindlich bestraft. Zehn Bauern wurden als Abschreckung geköpft, gevierteilt und an den Landstraßen aufgehängt.

### Lehen/Breisgau
Joß Fritz hatte sich nach seiner Flucht in Lehen (Freiburg im Breisgau) als Bannwart niedergelassen. Zu der Zeit herrschte der Junker Balthasar von Blumeneck im Weiherschlößchen. Nach drei Jahren Missernten und Inflation initiierte Joß Fritz 1513 wieder eine Verschwörung, diesmal mit weitergehenden Forderungen:
- Kein Herr als Kaiser, Gott und Papst
- kein Gericht soll gelten als das am Wohnort
- geistliche Gerichte seien auf Geistliches beschränkt
- sowie die Zinsen die Höhe des verliehenen Kapitals erreichen, ist der Schuldner frei
- Fisch-, Vogelfang, Holz, Wald und Weide sollen frei sein
- jeder Geistliche soll nur eine Pfründe haben
- Verteilung des überflüssigen Kirchengutes an Arme; ein Teil in die Kriegskasse
- unbillige Steuern und Zölle gelten nicht
- ewiger Friede in der Christenheit; die Kriegslüsternen schickt man gegen die Heiden
- Mitglieder des Bundschuhs sollen gesichert und geschätzt sein, Gegner bestraft

Eine inhaltliche Verwandtschaft zu den 12 Artikeln von Memmingen 1525 ist deutlich zu erkennen. Als zweites Oberhaupt der Verschwörung wirkte hier neben Fritz Stoffel von Freiburg.
Auch diese Verschwörung wurde verraten und am 6. Oktober 1513 in Lehen von den Freiburger Herren niedergeschlagen, Joß Fritz gelang es abermals zu entkommen. Die Stadt Freiburg im Breisgau jagte die Bundschuher noch jahrelang, eine der Folgen des versuchten Aufstands war, dass kein Lehener mit Waffen nach Freiburg durfte.

### Oberrhein
In Lehen gelang es nicht, die Verschwörung ganz zu zerschlagen, und auch Joß Fritz gelang die Flucht. 1517 tauchte er erneut in seiner Heimat auf und plante eine neue Verschwörung. Diesmal brach ein Beichtvater das Beichtgeheimnis, und auch dieses Mal scheiterte Joß Fritz.

## Rezeption
- 1902, Ludwig Ganghofer: Roman Bauerntrutz; erstmals erschienen unter dem Titel Das neue Wesen.[4]
- 1933: Das Symbol des Bundschuhes benutzte auch die nationalsozialistische Bauernorganisation Pfälzer Bundschuh, welche Ende Januar gegründet wurde und am 1. Januar 1934 in der Bayerischen Bauernschaft und im Reichsnährstand aufging.
- 1936, Gustav Regler: Roman Die Saat – Roman aus den deutschen Bauernkriegen (Belletristik).
- 1973, Franz Josef Degenhardt: Lied Ballade von Joß Fritz (LP: Kommt an den Tisch unter Pflaumenbäumen, Polydor).
- Seit 1975 gibt es in Freiburg die Buchhandlung „Jos Fritz“, ab 1976 gab es eine „Bundschuh-Druckerei“.
- 1979: Anknüpfend an die Widerstandstradition der Bundschuh-Bauern nannte sich eine Bürgerinitiative gegen eine Teststrecke des Daimler-Benz-Konzerns in Boxberg (Baden) ebenfalls Bundschuh; die zur stellvertretenden Vorsitzenden der Bundschuh-Genossenschaft gewählte Dora Flinner konnte 1987 für Die Grünen als erste Landwirtin in den deutschen Bundestag einziehen. Die Teststrecke wurde schließlich nicht gebaut, weil das Bundesverfassungsgericht in Karlsruhe 1987 die dafür nötigen Enteignungen für unzulässig erklärte.[5]